# J'aime ta grand-mère
 (février 2025).
Si vous disposez d'ouvrages ou d'articles de référence ou si vous connaissez des sites web de qualité traitant du thème abordé ici, merci de compléter l'article en donnant les références utiles à sa vérifiabilité et en les liant à la section « Notes et références ».
Albums de Les Trois Accords
Dans mon corps
(2009) Joie d'être gai
(2015)
Singles
1. Bamboula
Sortie : Septembre 2012
2. J'aime ta grand-mère
Sortie : Octobre 2012
3. Les amoureux qui s'aiment
Sortie : Avril 2013
4. Je me touche dans le parc
Sortie : Septembre 2013
5. Exercice
Sortie : Janvier 2014
6. Personne préférée
Sortie : Mai 2014
7. Retour à l'institut
Sortie : Octobre 2014

J'aime ta grand-mère est le quatrième album studio du groupe rock québécois Les Trois Accords, sorti le 23 octobre 2012.

## Liste des titres
| No  | Titre                                  | Durée |
| --- | -------------------------------------- | ----- |
| 1.  | Personne préférée                      | 3:29  |
| 2.  | Les amoureux qui s'aiment              | 3:31  |
| 3.  | J'aime ta grand-mère                   | 3:53  |
| 4.  | Bamboula                               | 3:14  |
| 5.  | Sur le bord du lac                     | 4:03  |
| 6.  | Exercice                               | 3:02  |
| 7.  | Son visage était parfait               | 2:39  |
| 8.  | C'était magique (Nuit de la poésie II) | 3:30  |
| 9.  | Je me touche dans le parc              | 3:13  |
| 10. | Retour à l'institut                    | 5:05  |

## Autour de l'album
J'aime ta grand-mère est le premier album des Trois Accords à contenir une piste chantée en duo, en l'occurrence Sur le bord du lac avec Renée Martel.